# Серро-Сан-Антонио
Серро-Сан-Антонио (исп. Cerro San Antonio), также известен как Серро-де-Сан-Антонио — город и муниципалитет на севере Колумбии, на территории департамента Магдалена.

## История
Поселение, из которого позднее вырос город, было основано в 1750 году. Муниципалитет Серро-Сан-Антонио был выделен в отдельную административную единицу в 1912 году.

## Географическое положение

Муниципалитет Серро-Сан-Антонио

Город расположен в западной части департамента, на правом берегу реки Магдалены, на расстоянии приблизительно 122 километров к юго-западу от Санта-Марты, административного центра департамента Магдалена. Абсолютная высота — 13 метров над уровнем моря.

Муниципалитет Серро-Сан-Антонио граничит на севере и северо-востоке с муниципалитетом Эль-Пиньон, на юго-востоке — с муниципалитетом Сапаян, на юге — с муниципалитетами Конкордия и Педраса, на западе — с территорией департамента Атлантико, на юго-западе — с территорией департамента Боливар. Площадь муниципалитета составляет 247 км².

## Население
По данным Национального административного департамента статистики Колумбии, совокупная численность населения города и муниципалитета в 2015 году составляла 7845 человек.
Динамика численности населения муниципалитета по годам:
| 2005 | 2006 | 2007 | 2008 | 2009 | 2010 | 2011 | 2012 | 2013 | 2014 |
| ---- | ---- | ---- | ---- | ---- | ---- | ---- | ---- | ---- | ---- |
| 8319 | 8244 | 8182 | 8148 | 8102 | 8053 | 8014 | 7966 | 7930 | 7891 |

Согласно данным переписи 2005 года мужчины составляли 52,1 % от населения Серро-Сан-Антонио, женщины — соответственно 47,9 %. В расовом отношении белые и метисы составляли 99,9 % от населения города; негры, мулаты и райсальцы — 0,1 %.
Уровень грамотности среди всего населения составлял 77 %.

## Экономика
Основу экономики Серро-Сан-Антонио составляет сельскохозяйственное производство.

73 % от общего числа городских и муниципальных предприятий составляют предприятия торговой сферы, 24,3 % — предприятия сферы обслуживания, 2,6 % — промышленные предприятия, 0,1 % — предприятия иных отраслей экономики.

## Транспорт
Через город проходит национальное шоссе № 27 (исп. Ruta Nacional 27).